# Kopaja
La Koperasi Angkutan Jakarta ("coopérative de transport de Jakarta") ou Kopaja est une coopérative fondée en 1971 pour fournir un service de transport public à Jakarta. La Kopaja a été officiellement intégrée au réseau de PT Transportasi Jakarta (TransJakarta), la société de transport en commun du gouvernement de Jakarta. Les minibus de la Kopaja, jusqu'ici de couleur verte et blanche seront désormais aux couleurs bleu et blanc.
On estimait la flotte de la coopérative à plus de 1 400 minibus en 2012, dont la moitié avait un âge dépassant les 20 ans. TransJakarta a ainsi commencé l'exploitation de 320 bus à air conditionné ("Kopaja AC").
Les minibus de la Kopaja sont en principe de couleur verte et blanche. Ils ont une capacité de 20 à 30 siège, comme l'autre service MetroMini. Néanmoins, ils sont souvent surchargés, ce qui pose des problèmes de sécurité.  En outre, leurs chauffeurs conduisent souvent dangereusement et ne respectent pas la signalisation routière,. Enfin, les moteurs diesel des véhicules de la Kopaja sont souvent mas entretenus et contribuent grandement à la pollution à Jakarta. En 2012, en réponse aux critiques, le président de la Kopaja a reconnu qu'environ 70 % des minibus de la coopérative n'étaient pas véritablement en état de marche et a expliqué que toute amélioration demanderait le soutien du gouvernement de Jakarta.

En dépit de ces problèmes, la Kopaja est un élément-clé du système de transport de Jakarta, au même titre que les moyens de transport à bas coût comme les minibus appelés angkutan kota ("transport urbain") ou angkot. Elle offre de nombreuses lignes qui desservent toute la ville et sont reliées au réseau de bus à haut niveau de service en site propre du TransJakarta. Le tarif de 2 000 rupiah par trajet (environ 14 centimes d'euro fin 2015) est peu élevé. 

## Lignes
Les numéros de lignes sont constitués de nombres précédés d'un préfixe correspondant à une des quatre kota (municipalités) constituant le territoire spécial de Jakarta (DKI) :
- P = Jakarta Pusat (Jakarta Centre)
- B = Jakarta Barat (Jakarta Ouest)
- S = Jakarta Selatan (Jakarta Sud)
- T = Jakarta Timur (Jakarta Est)
- U = Jakarta Utara (Jakarta Nord)